# Karl Wilhelm Ludwig Müller

## Biografia
Karl Müller i el seu germà, el filòleg Theodor Müller, provenien d'una família de comerciants. Van cursar estudis a la Universitat de Göttingen, però només Theodor tindrà un càrrec universitari. Karl va romandre a París entre 1840 i 1869, treballant com a investigador independent per a edicions en anglès i francès. Per consultar manuscrits viatjar a Espanya (el Escorial), Roma, Londres i Constantinoble.

## Principals activitats científiques
Considerat com un dels representants de la "filologia alemanya a França" al segle xix, Müller és encara conegut per la seva edició dels petits geògrafs grecs de l'antiguitat: els  Geographi Graeci minores (abreujat: GGM) i per la qualitat general de la seva crítica textual).
Els volums van ser publicats entre 1855 i 1861 a la col·lecció  Scriptorum Graecorum biblioteca  dirigida per Johann Friedrich Dubner, en l'editora de Ambroise Firmin-Didot.
Per la mateixa col·lecció, va coordinar i preparar la major part de la sèrie "Fragmenta historicorum Graecorum" (Fragments d'historiadors grecs), entre 1841 i 1870. Aquests volums van ser utilitzats per modelar l'última col·lecció iniciada per Félix Jacoby: Fragmenti der griechischen Historiker.
Va fer un primer volum de cartes (Tabulae, taules) a partir d'aquestes fonts antigues el 1855, però va continuar treballant en el GGM. La seva obra cartogràfica de síntesi dels coneixements arqueològics i filològics va continuar amb una contribució (prop de 50 documents) en un Atles de la geografia antiga publicat entre 1872 i 1874 per John Murray, Londres.
A la mort de Dubner, el 1867, Müller va prendre el seu lloc i va ser nomenat director de la col·lecció per Fermin-Didot. No obstant això, un ressorgiment nacionalista (el bizantinista Emmanuel Miller va qualificar a Didot de "antifrancès" en 1867), i potser l'esgotament del projecte editorial (Firmin-Didot va morir en 1876) va fer que alguns volums es publicaran després de la  guerra de 1870. Des de 1869, Müller sembla haver residit principalment a Hannover o Göttingen.

## Obres
- De Aeschyli Septem Contra Thebas, Diss. Göttingen (1836): online
- Fragmenta Historicorum Graecorum (1841–1870): vols. 1, 2, 3, 4, 5[7]
- Arriani Anabasis et Indica. Scriptores rerum Alexandri Magni (fragmenta). Pseudo-Callisthenes (1846): online
- Oratores Attici (1847–1858): vols. 1–2
- Strabonis Geographica (1853): online
- Herodoti Historiarum libri ix. Ctesiae Cnidii et Chronographorum Castoris Eratosthenis etc. fragmenta (1858): online
- Geographi Graeci minores (1861–1882): vol. 1, vol. 2, tabulae
- Claudii Ptolemaei Geographia (1883–1901): vol. 1:1, vol. 1:2